# Кан Де Хан
Кан Де Хан (26 июня 1912, Речной, Приморская область — 16 августа 2008, Астана) — председатель колхоза имени 18-летия Казахской ССР Шортандинского района Целиноградской области, Казахская ССР. Герой Социалистического Труда (1957).

## Биография
Родился в 1912 году в селе Речное Приморского края.
Получил педагогическое образование. Трудился секретарём политотдела Тафуинского райкомбината. После депортации корейцев с Дальнего Востока был на спецпоселении в Астраханской области, где трудился культпросветработником в колхозе «Красноярец», был избран председателем этого же колхоза. В 1944 году переехал в Талды-Курганскую область Казахской ССР, где был избран в этом же году председателем колхоза имени 18-летия Казахской ССР Шортандинского района Целиноградской области.
В 1956 году колхоз «18 лет КазССР» освоил около трёх тысяч новых гектаров земли, что позволило увеличить сбор пшеницы и довести урожай до 90 тысяч центнеров. В 1956 году колхоз продал 4615 центнеров молока вместо запланированного количества 2061 центнеров.
Указом Президиума Верховного Совета СССР от 11 января 1957 года за особо выдающиеся успехи, достигнутые в работе по освоению целинных и залежных земель, и получение высокого урожая удостоен звания Героя Социалистического Труда с вручением ордена Ленина и золотой медали «Серп и Молот».
Умер 16 августа 2008 года в Астане, где жил последние годы. Похоронен в селе Новокубанка Шортандинского района.

## Память
- О Кан Де Хане был снят документальный фильм «Имя в памяти потомков…».;
- Кан Де Хану посвящена книга «След на земле»[4].
- В 2022 году в селе Новокубанка был установлен бюст Кан Де Хана, в честь его 110-летия со дня рождения[5][6].

## Награды
- Герой Социалистического Труда — Указом Президиума Верховного Совета от 11 января 1957 года
- Орден Ленина (1957)
- Орден Октябрьской Революции
- Почётная грамота Республики Казахстан (2002)[7]

## Источник
- ҚазССР. Қысқаша энциклопедия, 2-й том. — Алматы, 1987.